# Sportjahr 1857
Liste der Sportjahre

◄ | 1854 | 1855 | 1856 | Sportjahr 1857 | 1858 | 1859 | 1860 | 1861 | ► | ►►

Weitere Ereignisse

## Ereignisse

### Alpinismus
- 15. August: Der Mönch in den Berner Alpen wird vom Bergführer Christian Almer und drei Begleitern erstmals bestiegen.
- 22. Dezember: In London wird mit dem Alpine Club der weltweit erste Bergsteigerverband gegründet. Erst ab dem Jahr 1974 nimmt der Verband auch Alpinistinnen in seine Reihen auf.

### Baseball
- In New York City wird die National Association of Base Ball Players gegründet.

### Fußball
- 24. Oktober: Mit dem englischen FC Sheffield wird der allererste Fußballverein gegründet. Im gleichen Jahr wird auch mit der Erstellung eines ersten Regelwerks für das Fußballspiel begonnen.

### Pferdesport
- "Verzug" gewinnt das 24. Union-Rennen auf dem Tempelhofer Feld.

### Rudern
Oxford gewinnt am 4. April das 14. Boat Race gegen Cambridge in einer Zeit von 22′05″.

### Schach
- Der Österreicher Johann Jacob Löwenthal gewinnt das stark besetzte Schachturnier in Manchester.
- Der US-Amerikaner Paul Morphy gewinnt das ebenfalls stark besetzte Schachturnier in New York City.

### Turnen
- Der Turnverein Sachsenhausen 1857 wird gegründet.

## Geboren
- 15. Januar: Alexander Fritz, deutscher Schachspieler († 1932)
- 31. Januar: Charles Barney Cory, US-amerikanischer Golfspieler und Ornithologe († 1921)

- 25. März: Auguste Serrurier, französischer Bogenschütze († unbekannt)

- 25. April: Charles Terront, französischer Radrennfahrer († 1932)

- 06. Mai: Charles Frédéric Petit, französischer Bogenschütze († 1947)
- 21. Juni: Olaf Kjelsberg, norwegischer Ingenieur und Ski-Pionier in der Schweiz († 1927)

- 23. September: Walter Rutherford, britischer Golfspieler († 1913)

- 13. Dezember: Friedrich Wilhelm Georg Büxenstein, deutscher Verleger, Druckereibesitzer und Ruderer, Mitbegründer des Deutschen Ruderverbandes († 1924)

- Yusuf İsmail, osmanisch-bulgarischer Profiringer († 1898)